# Palazzo Wazir
Palazzo Wazir ((UR) وزیر مینشن) o Museo del luogo di nascita di Quaid-e-Azam è la ex casa della famiglia Jinnah, nel quartiere Kharadar di Karachi, Sindh, Pakistan, che è considerato il luogo di nascita del fondatore del paese, Muhammad Ali Jinnah.
Fu costruito tra il 1860 e il 1870 con muratura in pietra di calce e malta di iuta per adattarsi al clima instabile di Karachi.
La casa è stata dichiarata monumento nazionale dal governo Pakistano.

## Attribuzione
Il Palazzo Wazir è ormai considerato il luogo di nascita del fondatore del Pakistan, ma un tempo il luogo veniva erroneamente attribuito a Jhirk, un'antica cittadina vicina. Il luogo è stato confermato nel libro My Brother scritto negli anni '60 dalla sorella di Muhammad Ali Jinnah, Fatima Jinnah, nella sua biografia in cui descriveva i tratti salienti della vita del fratello. 
La famiglia di Jinnah e i suoi discendenti, risiedono tuttora nella provincia del Gujarat e a Mumbai. Il padre di Muhammad Ali Jinnah ottenne la casa in affitto nel 1874 e vi si stabilì per qualche tempo. Nel 1900 tornò di nuovo nel suo Stato natale, il Gujarat, nell'India britannica.

## Dopo l'indipendenza del Pakistan
Il governo del Pakistan acquistò questo edificio nel 1953. Quindi al Dipartimento dei lavori pubblici del Pakistan è stato assegnato il lavoro di conservazione e ristrutturazione. È stato formalmente inaugurato come museo del luogo di nascita di Jinnah il 14 agosto 1953. Un progetto di rafforzamento, conservazione e riabilitazione è stato completato dal governo nel 2010.

## Museo

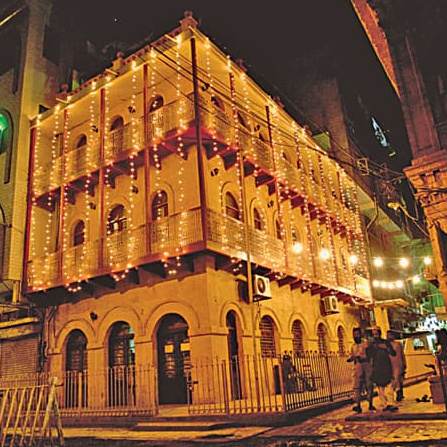
Foto del 2016

La casa ora serve come un museo e archivio nazionale. Si sviluppa su tre piani, con una biblioteca e gallerie museali.